# David A. Christie
David Andrew Christie (* 23. August 1945 in Bristol) ist ein britischer Ornithologe.

## Leben
Seit seinem fünften Lebensjahr beobachtet Christie Vögel. 1967 graduierte er zum Bachelor of Arts an der University of Hull, wo er die Sprachen Französisch und Schwedisch studierte. Von 1973 bis 2002 war er stellvertretender Herausgeber der Zeitschrift British Birds, für die er etwa 200 Artikel verfasste. Seit 1980 ist er freischaffender Autor und Übersetzer von Artikeln und Büchern über Ornithologie. Seit 1988 ist er Erkundungskoordinator bei der Hampshire Ornithological Society. Christies Interessen umfassen die Populationsbiologie, die Verbreitung, die Wanderungen und die Systematik von Vögeln, insbesondere von Spechten, Wasservögeln und Greifvögeln. Christie war Herausgeber der Hamlyn Species Guides, der Helm Identification Guides sowie Mitherausgeber der Bände 8 (2003) bis 17 (2013) des Handbook of the Birds of the World. Für den siebten Band steuerte er gemeinsam mit Hans Winkler das Kapitel über die Familie der Spechte (Picidae) bei. Zu seinen bekanntesten Werken zählen Woodpeckers: A Guide to the Woodpeckers, Piculets and Wrynecks of the World (1995), The Macmillan Birder’s Guide to European and Middle Eastern Birds: Including North Africa (1996), The Birds of Israel (1996) sowie Raptors of the World (2001). Christie übersetzte auch einige Werke vom Schwedischen ins Englische, darunter 1990 Bird Migration (Originaltitel: Fagelflyttning, 1982) von Thomas Alerstam, 1992 Birds of Europe (Originaltitel: Fåglar i Europa) von Lars Jonsson und 1999 den Collins Bird Guide (Originaltitel: Fågelguiden: Europas och Medelhavsområdets fåglar i fält) von Lars Svensson. 
Seit 1973 betreibt Christie regelmäßig Feldstudien, wozu Zählungen von Wildgeflügel und Watvögeln für den British Trust for Ornithology (BTO) und den Wildfowl and Wetlands Trust (WWT) gehören, aber auch Bestandserhebungen von Brutvögeln und Populationsstudien.
Christie ist Mitglied bei der Colonial Waterbird Society, beim Neotropical Bird Club und beim Oriental Bird Club.

## Schriften
- mit C. F. Mason: The Blackcap. Illustriert von Hilary Burn. 1994.
- mit Angela K. Turner: The Swallow. Illustriert von Hilary Burn. 1994.
- Birds of Great Britain and Europe. 1995.
- mit Hans Winkler: Woodpeckers: A Guide to the Woodpeckers, Piculets and Wrynecks of the World. Illustriert von David Nurney. 1995.
- mit Hadoram Shirihai: The Macmillan Birder's Guide to European and Middle Eastern Birds: Including North Africa. Illustriert von Alan Harris. 1996.
- mit Hadoram Shirihai: The Birds of Israel. 1996.
- mit Klaus Malling Olsen: Skuas and Jaegers. 2000.
- mit James Ferguson-Lees, Philip John Kennedy Burton: Raptors of the World. Illustriert von Kim Franklin und David Mead, 2001.